# Hasselbladpriset

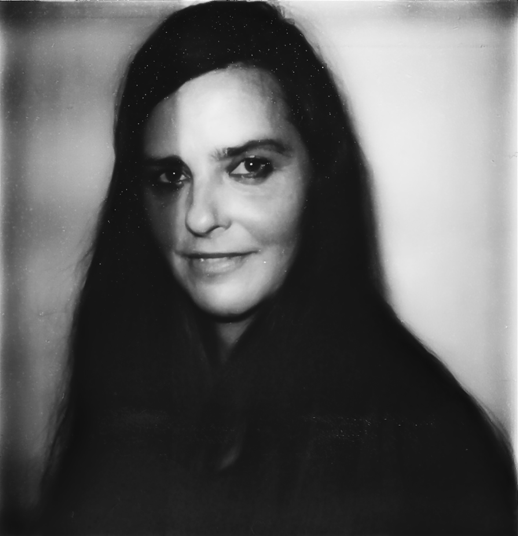
Rineke Dijkstra, pristagare 2017

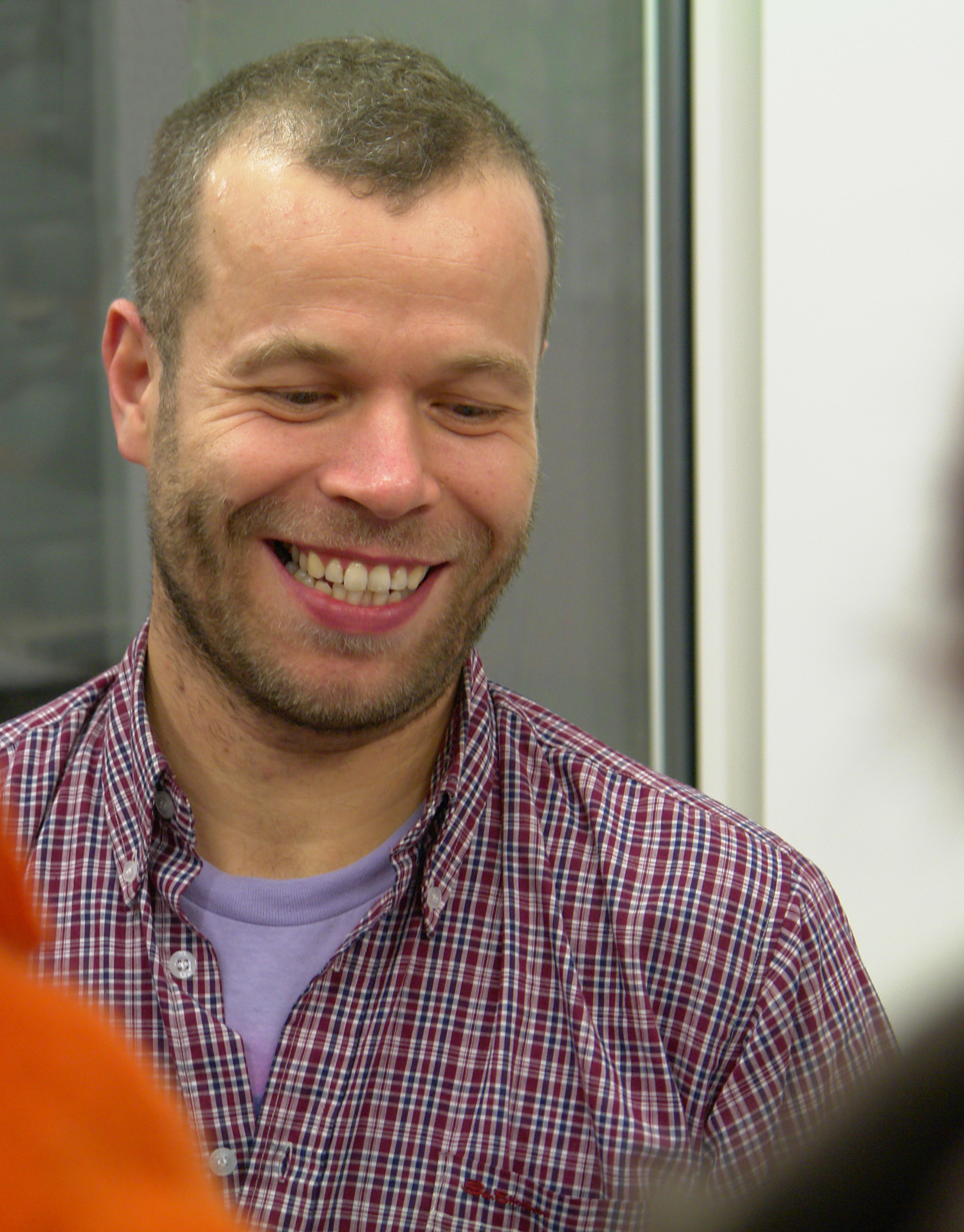
Wolfgang Tillmans, pristagare 2015

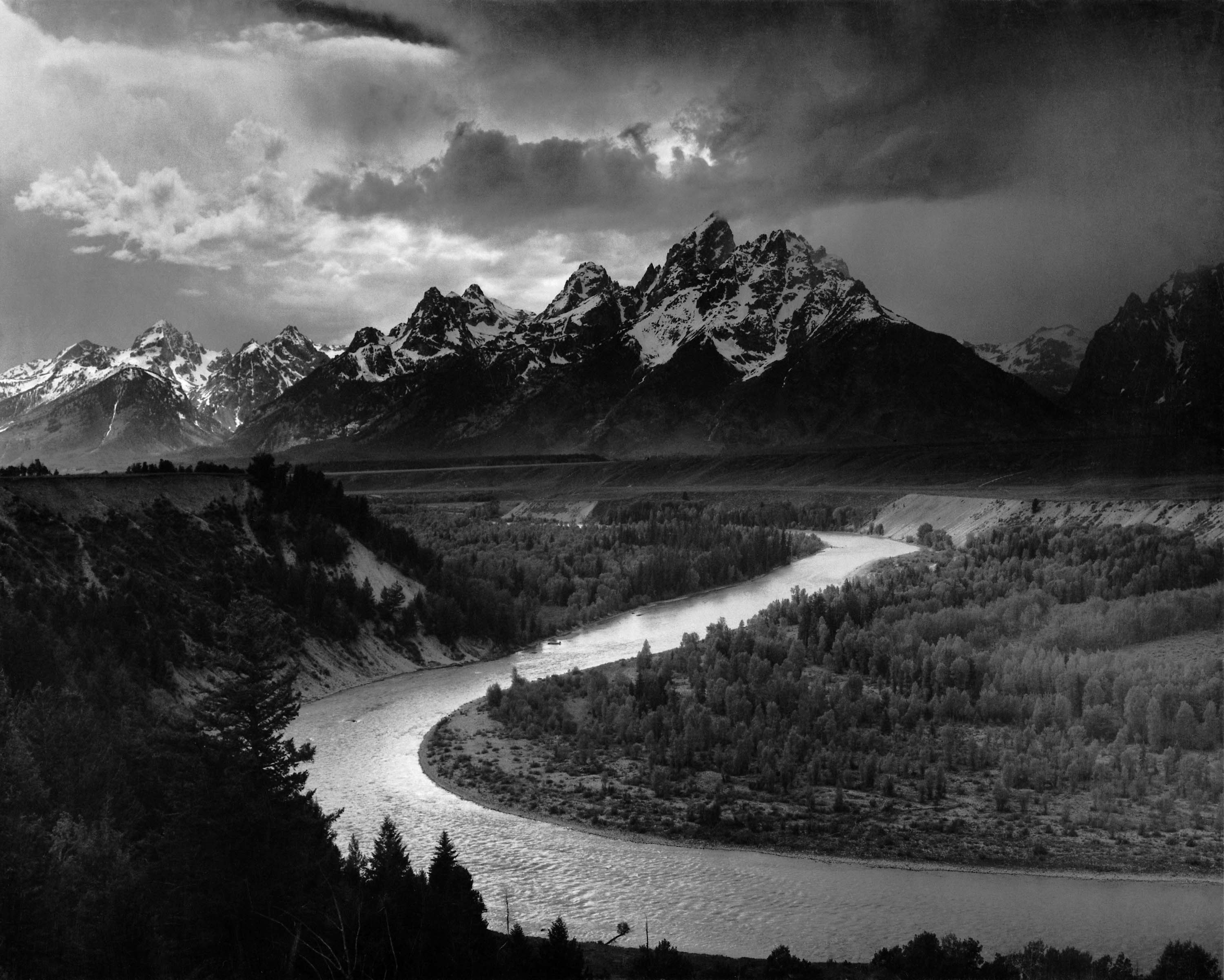
The Tetons and the Snake River av Ansel Adams, pristagare 1981

Hasselbladstiftelsens internationella pris i fotografi, eller Hasselbladpriset, är ett årligt pris för en "framstående fotografisk gärning", som delas ut av Erna och Victor Hasselblads stiftelse – en stiftelse bildad 1979 utifrån Erna och Victor Hasselblads testamente.
Priset annonseras årligen den 8 mars, på Victor Hasselblads födelsedag. Fram till 2009 var prissumman 500 000 kronor, från 2010 då priset firade 30 år, var den en miljon kronor och från 2022 består priset av 2 000 000 kronor. I priset ingår också diplom, guldmedalj och en separatutställning på Hasselblad center i Göteborg. Sedan 2022 får pristagare även en kamera av  kameratillverkaren Hasselblad.

## Historik
Sommaren 1972 berättade Victor Hasselblad att han planerade att skapa en stiftelse och initiera ett fotografiskt pris – ett "fotografins Nobelpris”, som han uttryckte det. År 1980, två år efter Hasselblads död, tilldelades Lennart Nilsson det första Hasselbladpriset. Med undantag från 1983 (året då Erna Hasselblad gick bort) och 2021 (på grund av coronapandemin) har priset delats ut årligen.

## Kriterier
Varje år nominerar en kommitté, bestående av internationella experter och forskare inom fotografi, tre till fem kandidater och av dessa väljer stiftelsens styrelse sedan en pristagare. För att bli påtänkt för priset ska fotografen uppvisa en "framstående fotografisk gärning", i enlighet med Erna och Victor Hasselblads testamente. Vidare ska pristagaren "gjort banbrytande insatser inom fotokonsten, haft avgörande betydelse för yngre fotografer, genomfört flera internationellt betydande fotografiska projekt samt fortsatt att utvecklas konstnärligt".

## Pristagare
- 1980 – Lennart Nilsson
- 1981 – Ansel Adams
- 1982 – Henri Cartier-Bresson
- 1983 – Inget pris utdelat
- 1984 – Manuel Alvarez Bravo
- 1985 – Irving Penn
- 1986 – Ernst Haas
- 1987 – Hiroshi Hamaya
- 1988 – Édouard Boubat
- 1989 – Sebastião Salgado
- 1990 – William Klein
- 1991 – Richard Avedon
- 1992 – Josef Koudelka
- 1993 – Sune Jonsson
- 1994 – Susan Meiselas
- 1995 – Robert Häusser
- 1996 – Robert Frank
- 1997 – Christer Strömholm
- 1998 – William Eggleston
- 1999 – Cindy Sherman
- 2000 – Boris Mikhailov
- 2001 – Hiroshi Sugimoto
- 2002 – Jeff Wall
- 2003 – Malick Sidibé
- 2004 – Bernd och Hilla Becher
- 2005 – Lee Friedlander
- 2006 – David Goldblatt
- 2007 – Nan Goldin
- 2008 – Graciela Iturbide
- 2009 – Robert Adams
- 2010 – Sophie Calle
- 2011 – Walid Raad
- 2012 – Paul Graham
- 2013 – Joan Fontcuberta
- 2014 – Miyako Ishiuchi
- 2015 – Wolfgang Tillmans
- 2016 – Stan Douglas
- 2017 – Rineke Dijkstra
- 2018 − Oscar Muñoz
- 2019 – Daidō Moriyama[3]
- 2020 – Alfredo Jaar
- 2022 – Dayanita Singh
- 2023 – Carrie Mae Weems
- 2024 – Ingrid Pollard
- 2025 – Sophie Ristelhueber